# Angiotensinogen
Angiotensinogen (früher auch Hypertensinogen genannt) ist ein Protein und Prohormon mit 452 Aminosäuren, das durch das Enzym Renin in das aus zehn Aminosäuren bestehende Peptid Angiotensin I umgewandelt wird (sogenannte posttranslationale Modifikation); daraus können weitere Angiotensine produziert werden, die jeweils spezifische biologische Funktionen besitzen.

## Proteinbiosynthese
Nach der Translation durch Hepatozyten und dem Transport zur Leberzellmembran wird die Signalsequenz von der Proteinkette abgetrennt und das entstehende Angiotensinogen ins Plasma abgegeben. Das in der Leber gebildete Angiotensinogen zirkuliert im menschlichen Blutplasma. Bei der elektrophoretischen Auftrennung der Serumeiweiße wandert es in der α2-Globulin-Fraktion mit.
Die Primärstruktur des humanen Angiotensinogens besteht aus 452 Aminosäuren mit einer Molekülmasse von 49.761 Da. Das Gen liegt auf dem langen Arm von Chromosom 1. Daraus wird das Dekapeptid Angiotensin I durch enzymatische Abspaltung der zehn N-terminalen Aminosäuren gebildet.
Angiotensinogen wurde bei der Maus erstmals 1983 durch Ohkubo et al. und beim Menschen erstmals 1984 durch Kageyama et al. beschrieben.

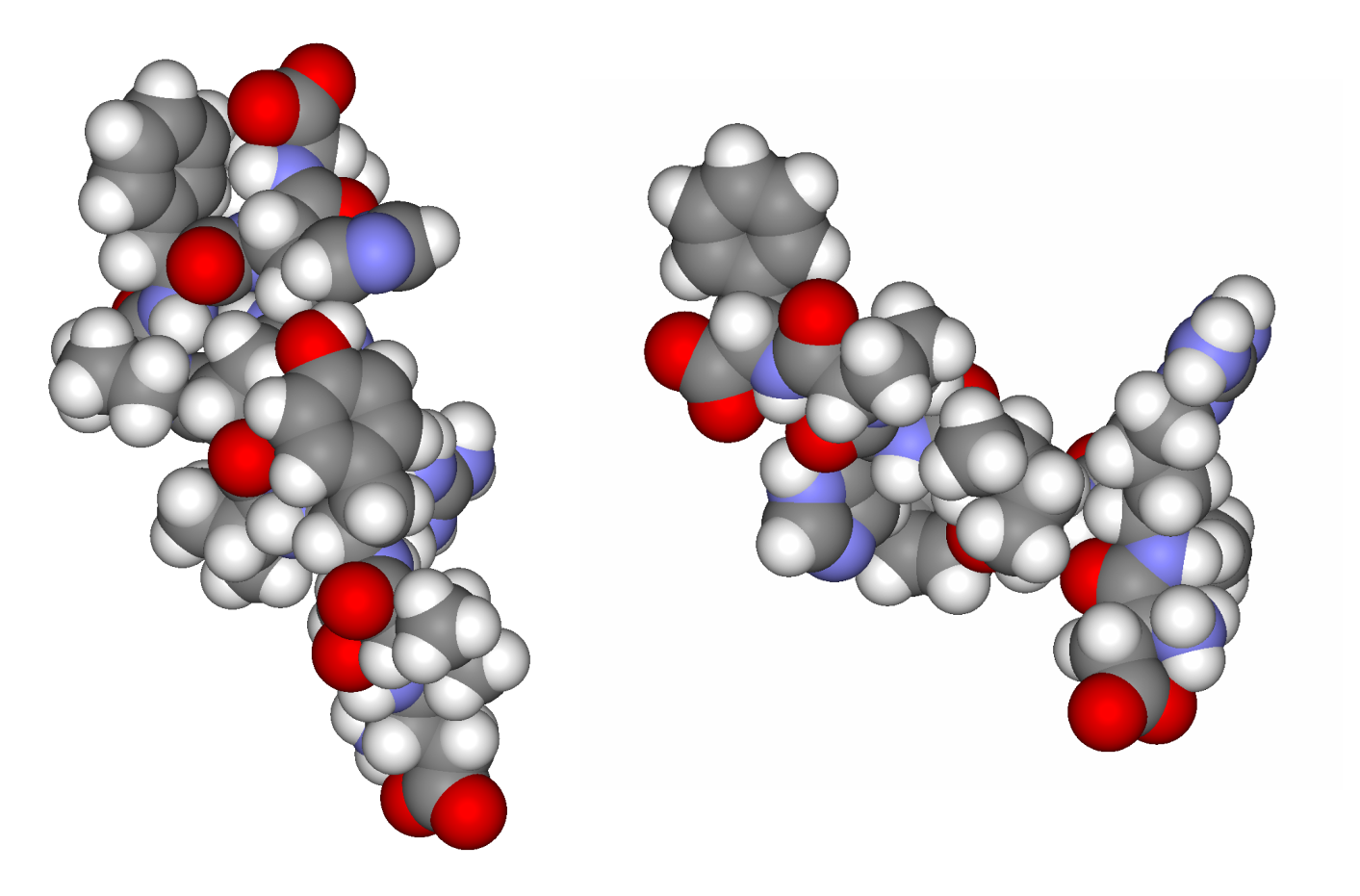
Angiotensin I und Angiotensin II (Kalottenmodelle)

## Funktion
Angiotensinogen ist ein Präkursor-Protein des für die Blutdruckregulation wichtigen Renin-Angiotensin-Aldosteron-Systems (RAAS). Durch enzymatische Spaltung liefert es die Peptidhormone der Angiotensine. Renin spaltet Angiotensin I ab. Angiotensin-konvertierendes Enzym (ACE) spaltet Angiotensin II von Angiotensin I ab. Die Angiotensine III und  IV können aus  I und  II entstehen. ACE2 spaltet Angiotensin II und erzeugt Angiotensin 1-7, das auch mithilfe von Neprilysin aus Angiotensin I entstehen kann. ACE2 erzeugt außerdem Angiotensin 1-9 aus Angiotensin I.
```
Pos.    10         20         30         40         50            480   485   Name

<—————— 
Signalpeptid
 (1-33) ———————>
<—————— Angiotensinogen (34-485) —————>
   
MRKRAPQSEM APAGVSLRAT ILCLLAWAGL AAGDRVYIHP FHLVIHNEST ... ALHFLGRVAN PLSTA   
                                    DRVYIHP FHL                               Angiotensin I (1-10)
                                    DRVYIHP FH                                Angiotensin 1-9
                                    DRVYIHP F                                 Angiotensin II (1-8)
                                    ARVYIHP F                                 Angiotensin A
                                     RVYIHP F                                 Angiotensin III (2-8)
                                      VYIHP F                                 Angiotensin IV (3-8)
                                    DRVYIHP                                   Angiotensin 1-7
[
1
]
```